# Kampfgeschwader 6
Kampfgeschwader 6 (dobesedno slovensko: Bojni polk 6; kratica KG 6) je bil bombniški letalski polk (Geschwader) v sestavi nemške Luftwaffe med drugo svetovno vojno.

## Organizacija
- štab
- I. skupina
- II. skupina
- III. skupina

## Vodstvo polka
Poveljniki polka (Geschwaderkommodore)
- Podpolkovnik (Oberstleutnant) Hahn: maj 1942
- Podpolkovnik Walter Storp: 1. september 1942
- Podpolkovnik Hermann Hogeback: 11. september 1943